# ローゼンバウアー
ローゼンバウアー・インターナショナル（Rosenbauer International AG）は、オーストリア、オーバーエスターライヒ州レオンディングに本拠を置く、消防自動車と消防用設備の製造開発を行う企業。このほかに防火服や化学防護服、防災用品全般なども取り扱う。
消防車の開発に関して世界最大規模となる内の一社である。なお、業界第一位は世界最大の生産数を誇るピアース・マニュファクチャリングを子会社に持つオシュコシュ・コーポレーションとなる。世界100ヶ国以上の消防組織に対し特注の消防車両と機材の納入を行っている。輸出事業を中核としており、オーストリア国内の売り上げは収益全体の7%を占める程度となっている。

## 概要
1866年、オーストリアのリンツでヨハン・ローゼンバウアー（Johann Rosenbauer）によって創立する。創立当初は消防機材を取り扱う商社として活動しており、1906年からガソリン駆動方式の2サイクルエンジンを採用した消防ポンプなど消防機材の独自開発と製造を開始している。初となる消防車は1919年から製造が行われており、1926年に中国へ対し消防車の輸出が行われている。数々の買収やパートナーシップを得て企業規模が大きくなっており、1994年の株式上場に伴い、企業構造を海外事業向けへ大きく再編したことから売り上げの大半が海外輸出によるものとなっており、今日、世界に対し消防車両と設備の提供を行っている。

## 歴史

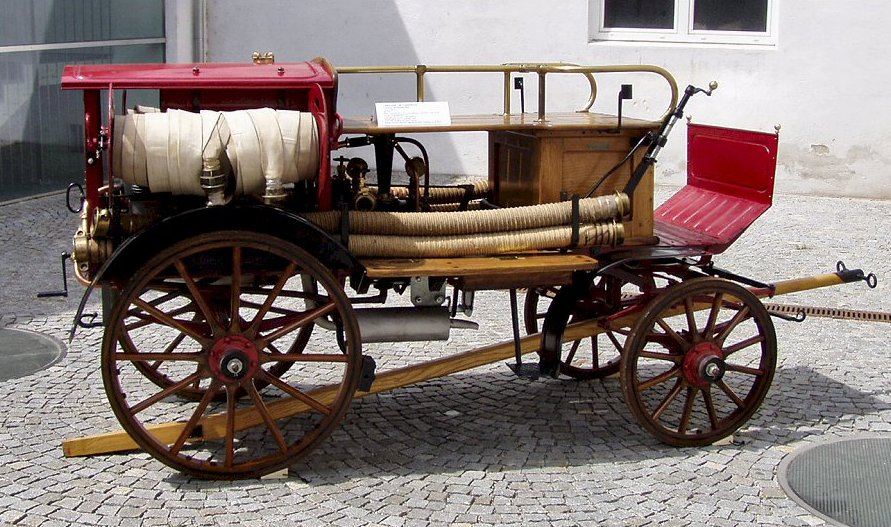
1923年式ポンプ車

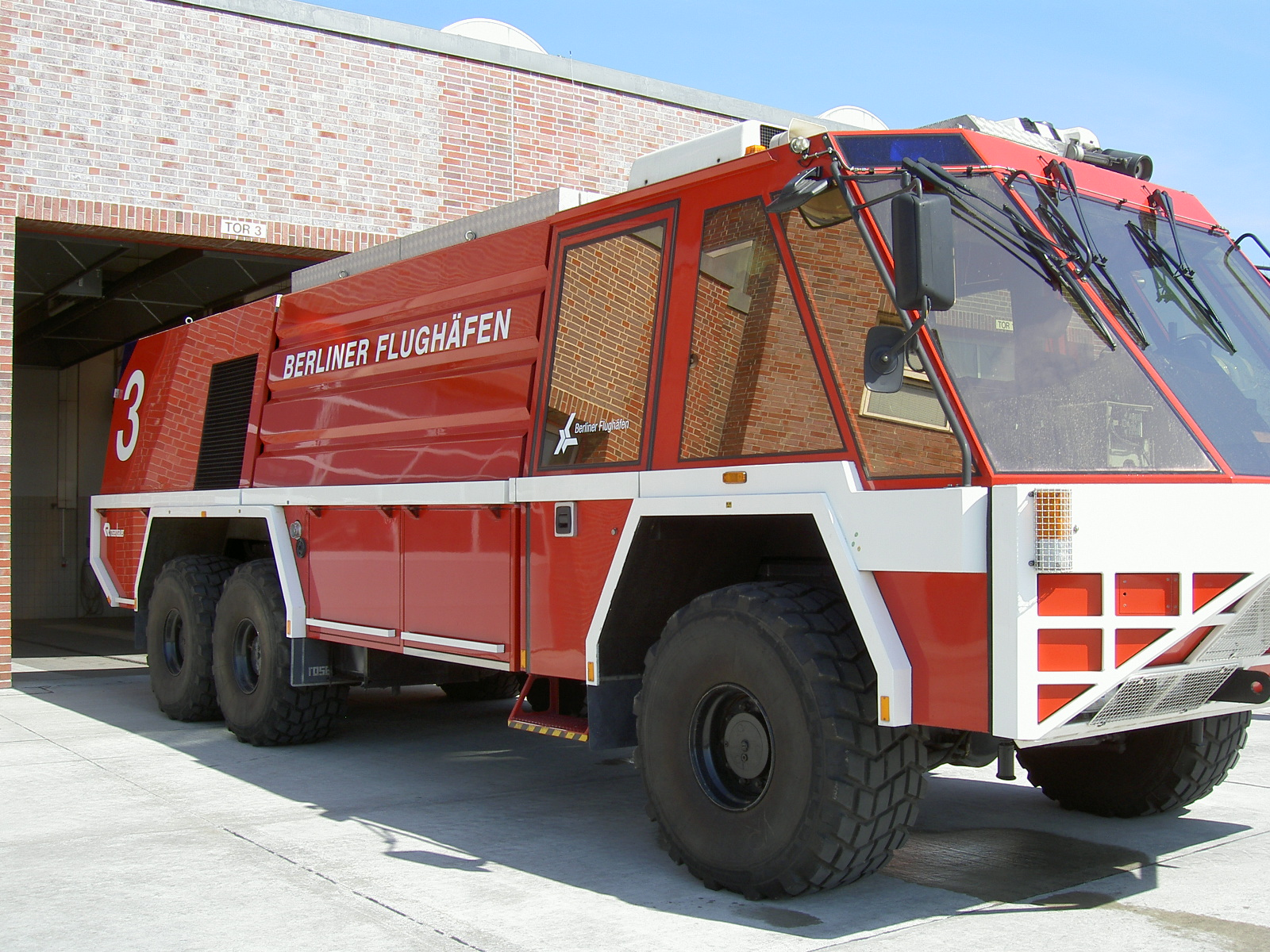
インターシュッツで展示されたARFFシンバ

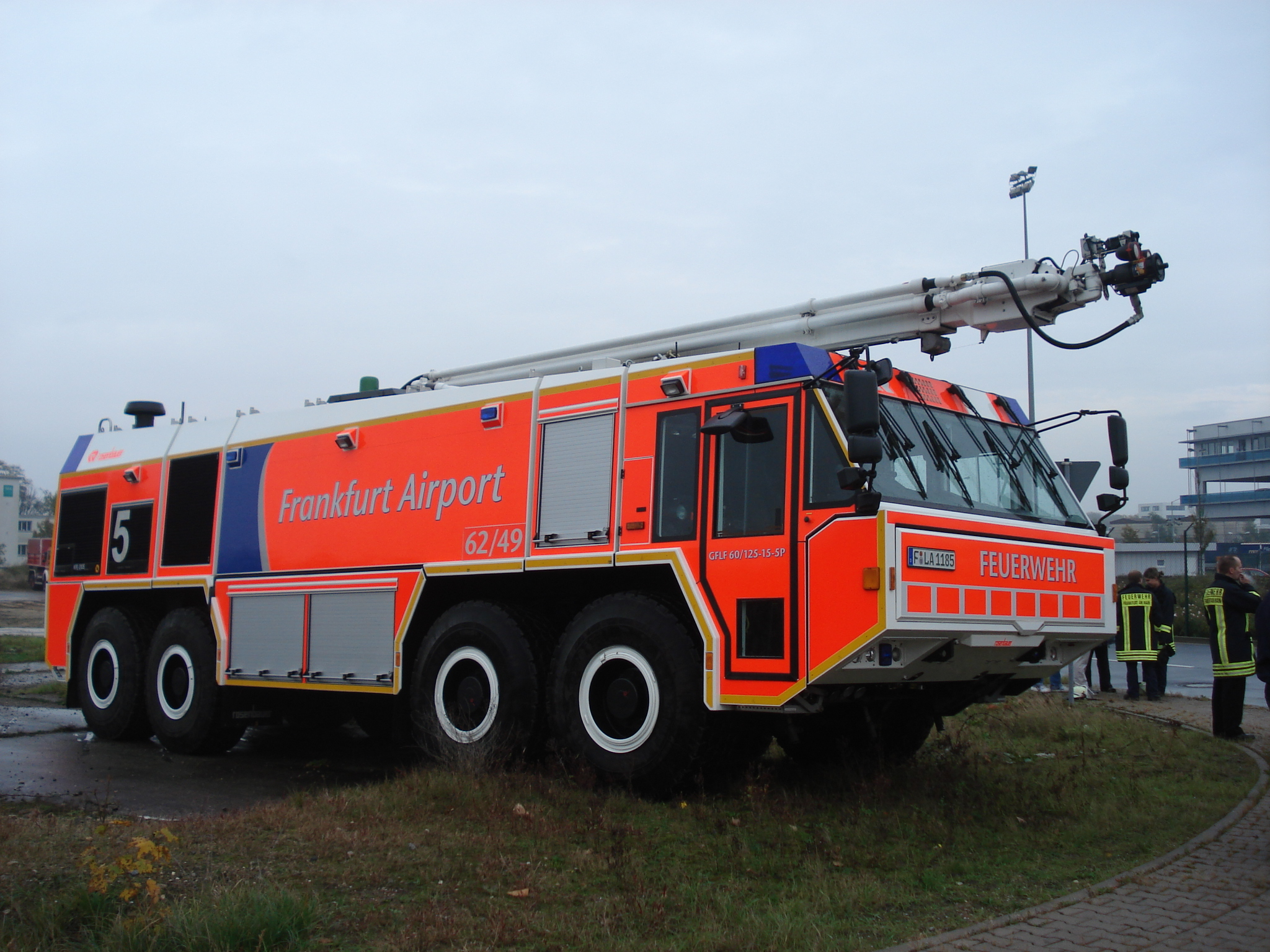
フランクフルト空港に納入されたARFF 8×8シンバ

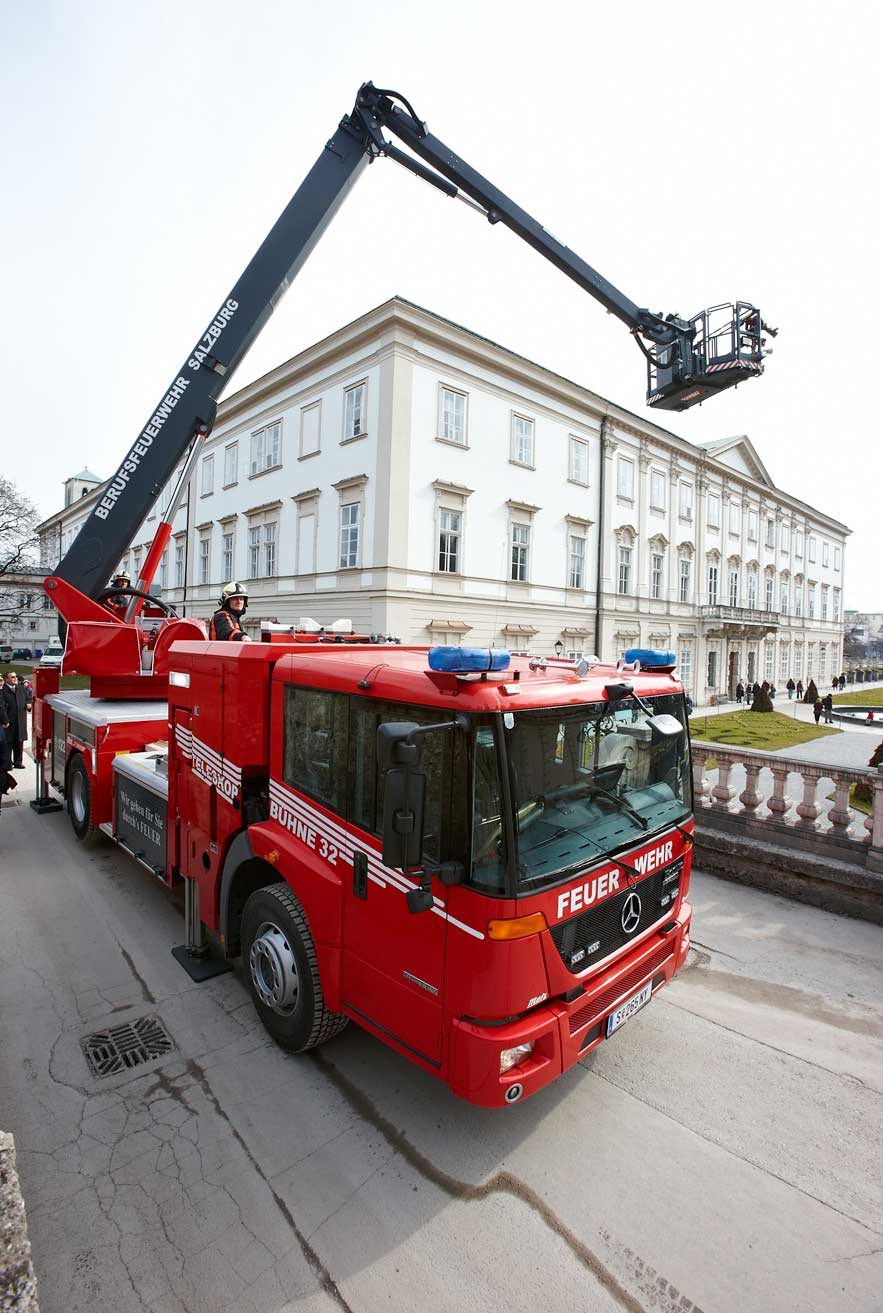
メルセデス・ベンツトラックに搭載されたローゼンバウアー油圧プラットフォーム（リフト）

1910年 - 帝国鉄道消防隊に開発したガソリン駆動式の消防ポンプが採用される。同時期、蒸気機関方式のポンプも開発し、比較研究が行われている。
1913年 - 蒸気式消火ポンプが地方の消防団に採用される。
1919年 - 消防自動車の製造を開始。
1925年 - バイソン・サイドカー（Bison）用の移動式簡易ポンプをミュンヘンの消防展示会で発表。
1926年 - 初となるはしご車を開発。
1929年 - トライアンフ・サイドカー用移動簡易ポンプ「リトル・フロリアン」を開発。
1930年 - タトラシャーシを利用した初となる不整地車両を開発。
1936年 - 一般配送向けの小型三輪自動車「TRIO」を開発。総排気量324ccの2サイクルエンジンを搭載し、3速式のギアを採用し出力は10馬力であった。
1938年 - オペル・ブリッツ向けの消火兼道路散水目的での大型貯水タンク型の架装を開発。
1965年 - 初となる航空機救助消火（Aircraft rescue and firefighting, ARFF）用の車両（空港用化学消防車）を開発しチュニス空港へ納入。
1968年 - レオンディングの新工場へ移転。
1976年 - 輸出の売り上げが総売り上げ高の過半数を占める。
1980年 - ハノーファー国際見本市会場で開催される世界最大の消防展示会「インターシュッツ（INTERSCHUTZ）」で6×6型の新型ARFF「シンバ」を展示。
1984年 - 世界最大となるARFF車両8×8駆動型「シンバ」を開発しフランクフルト空港へ納入。
1988年 - Konrad Rosenbauer KG から Rosenbauer International GmbH に社名を変更し再編を行う。
1992年 - Rosenbauer International GmbH からAGへ変更。
1994年 - ウィーン証券取引所に株式上場を行う。
1995年 - アメリカ、ミネソタ州の General Safety Equipment LLC 社に参画。
2003年 - 新型ARFF車両「パンサー」を開発。ATV車両用高圧ポンプを開発。
2004年 - 油圧プラットフォーム（油圧伸縮移動式アーム、リフト）型車両を開発。
2006年 - 南アフリカにローゼンバウアー・南アフリカを設立。はしご車に全方向回転式のターンテーブルを採用。
2009年 - ロシアとの生産合弁事業を開始。空港専用救助階段車の開発。
2010年 - 救急車用ハイブリッドシステムの開発。
2011年 - サウジアラビアから史上最大となる2億4,500万ユーロの大型受注を獲得したことからローゼンバウアーサウジアラビアの設立を行う。
この年の初め、ドイツの独占禁止当局は、シュリングマン社（Schlingmann GmbH & Co. KG）、アルバート・ジークラー社（Albert Ziegler GmbH & Co. KG）、イヴェコ・マギルス社（Iveco Magirus Brandschutztechnik GmbH）に対し談合が認められたとして2,800万ユーロの罰金を科している。
2014年 - イギリスでローゼンバウアー・UK plcの設立。
2017年 - オーストラリアにローゼンバウアー・オーストラリアpty,Ltdを設立。
2018年 - ポーランドにローゼンバウアー・ポルスカを設立。
2020年 - 中国の大手ドローンメーカーであるDJIと戦略的パートナシップを締結。火災に対する緊急対応へのデジタル化と、火災現場での空撮技術を利用した消火対応への情報提供などを行う。

## 製造車両
| MANのパワートレインが選択されたアドバンスド・テクノロジー AT-3（消防ポンプ仕様車）と運転席後部に設けられた消防隊員用の座席 |  | MANのパワートレインが選択されたアドバンスド・テクノロジー AT-3（消防ポンプ仕様車）と運転席後部に設けられた消防隊員用の座席 |
| MANのパワートレインが選択されたアドバンスド・テクノロジー AT-3（消防ポンプ仕様車）と運転席後部に設けられた消防隊員用の座席 |  | |

### Municipal vehicles[8]（地方自治体向け）
- AT Advanced Technology

ポンプや救助、放水など多目的に使用される中型消防車。第三世代となるAT-3が開発されており、ATシリーズは合計3,600台以上納入されている。
- ET Efficient Technologie

大型車両をベースに、コンポーネントを必要に応じ自由に組み合わせることが可能となる多目的車両。
- CL Compact Line

軽量で小型な車両をベースにした車両。狭い路地や低床化が行われていることから地下などへのアクセス、狭い消防署での運用も可能となっており、パワートレインとしてバンから中型トラックまで選択が可能。
- CBS municipal

大型車両をベースにしたタンク搭載型消防車。必要に応じ自由なカスタマイズが可能。

### Aerials（エアリアル、はしご車）

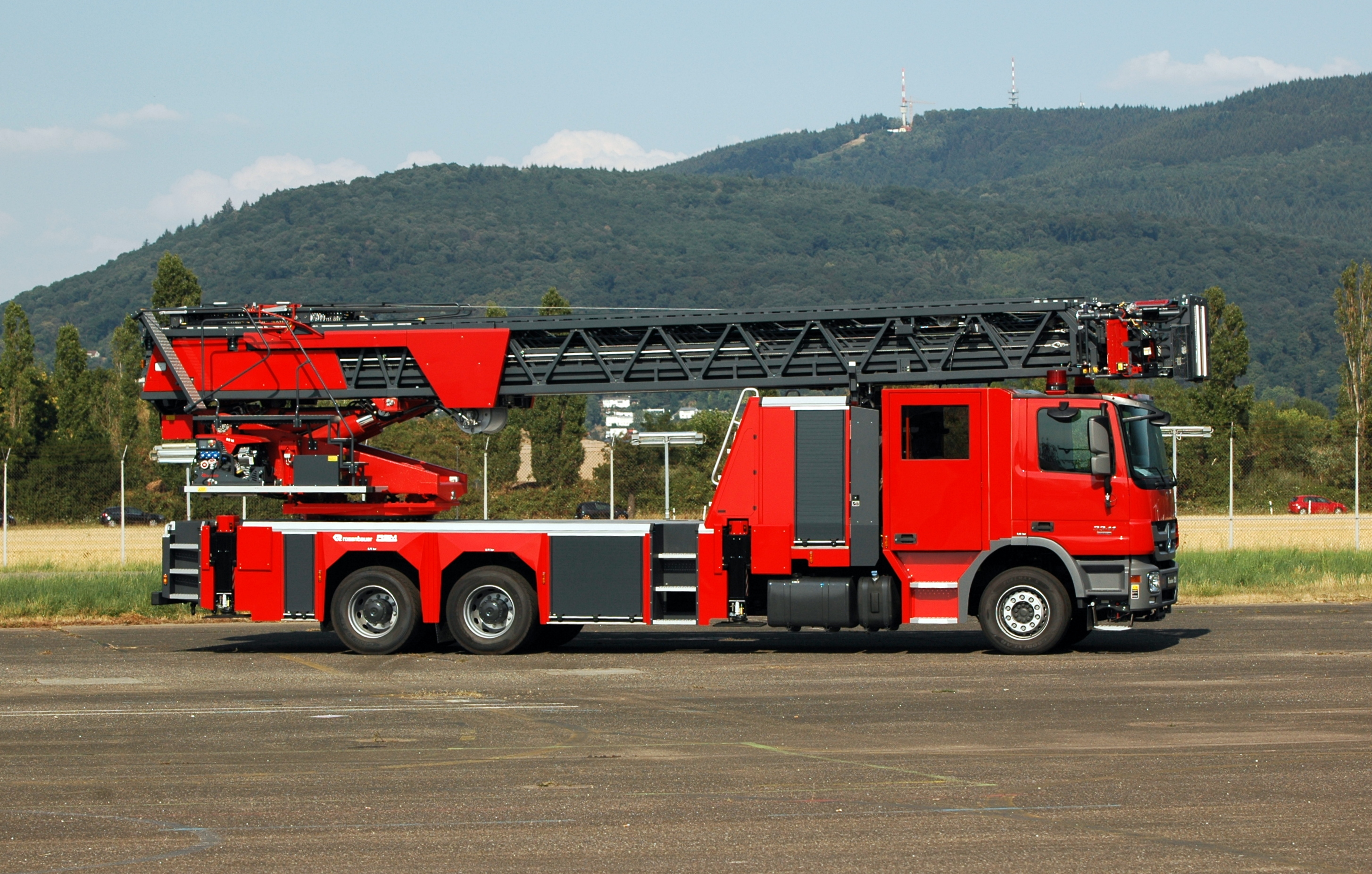
メルセデスベースの新型はしご車

### ARFF vehicles（空港用消防車）

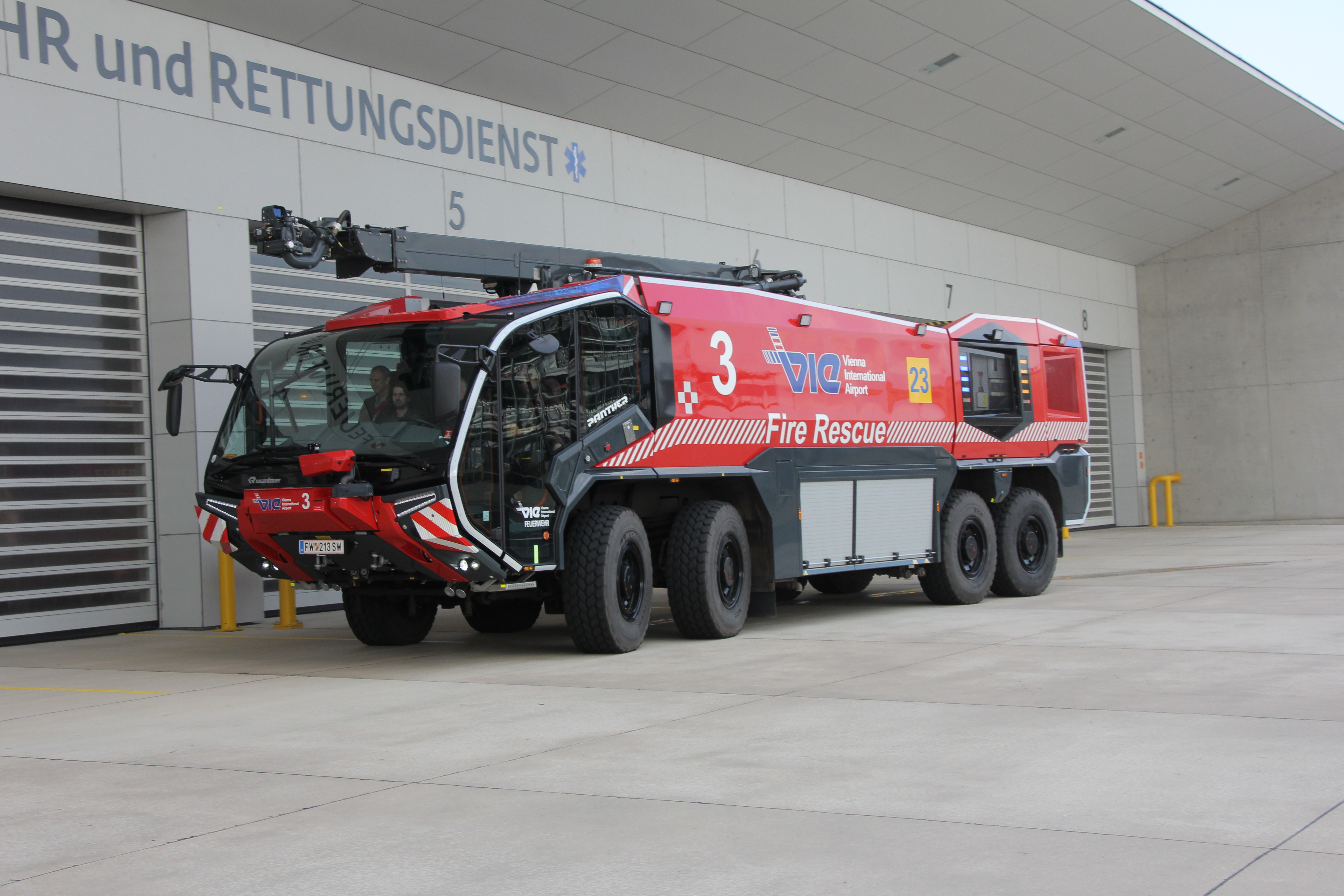
ウィーン空港に配備されたパンサー消防車

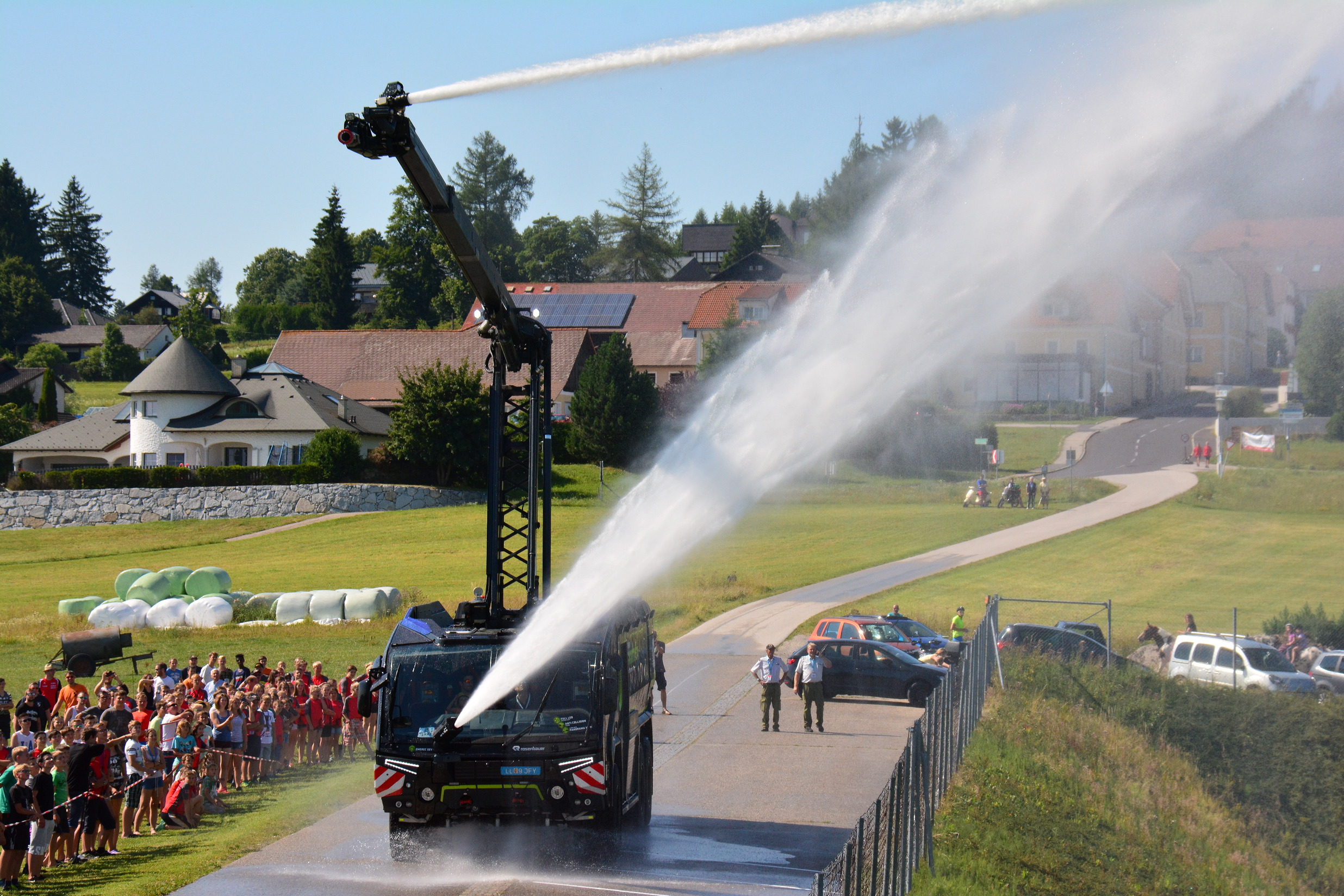
リンツで開催されたキャンプイベントでデモ放水を行うパンサー

### Aerials[9]（エアリアル、はしご車）
- Aerial ladders

大型のはしご車。回転式テーブルを備えており、はしごを自在な方向へと伸ばせる。
- Hydraulic platforms

大型の回転式油圧稼働式アームを備えた車両。この可動式アームを使用した救助、放水などが可能。

### ARFF vehicles[10]（空港用消防車）
- The PANTHER（パンサー）

消火活動を基本とした消防車。数々のアタッチメントが用意されており、これにより消火以外でも使用することが可能となる。ARFFとして最も成功した車両であり、ローゼンバウアーの代名詞的車両となり、世界各地の空港や日本では国土交通省航空局や自衛隊でも採用が行われている。4×4、6×6、8×8の車重による駆動設定が用意されており、各国のデザイン賞を受賞している車両となる。
- BUFFALO（バッファロー）

車高が高く、大型シングルタイヤを採用した全輪駆動方式の不整地空港向けの消防車。
- Escape stair

非常階段車両。航空機にアクセスするタラップ車両と外見が酷似する。乗客の避難の他、消防隊が航空機にアクセスするために使用される。一人で全ての操作が可能となっている。
- RIV Rapid Intervention Vehicle

中小型のピックアップトラックをベースにした車両。地方空港やヘリポートで使用される車両。
- Command vehicles according to ICAO

国際民間航空機関（ICAO）に準拠した指揮車両。大規模な墜落事故の際に使用される。

#### 製造終了モデル

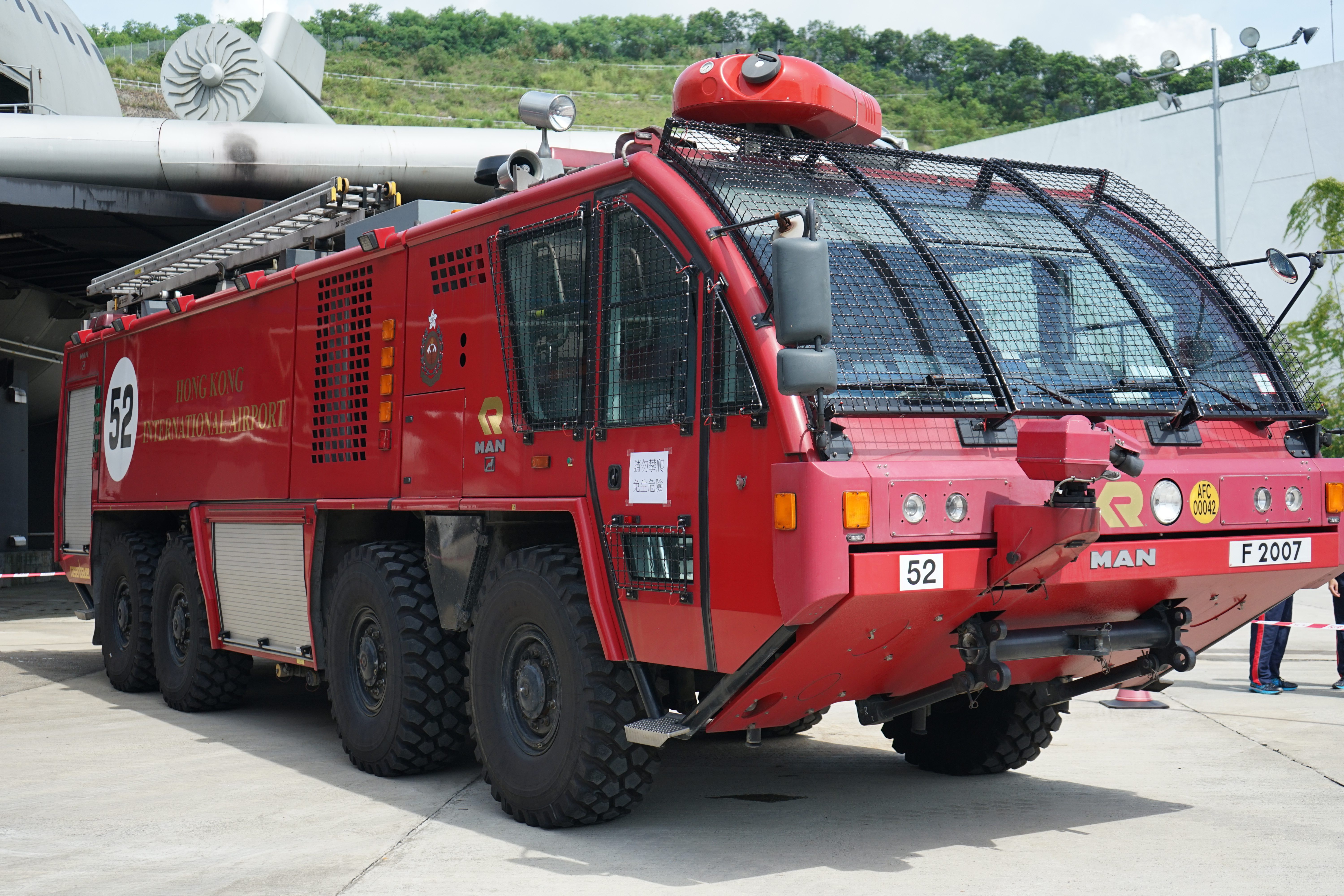
香港で稼働するローゼンバウアー・シンバ

- Simba（シンバ）

パンサーの前身となった車両。

### Industrial vehicles[11]（工場向け）
- CBS Industrial

工場や生産プラントでの消防団向けの大型車両。カスタマイズが可能となっている。
- Dry powder fire trucks

金属、化学薬品工場など消火に水が使用できない工場やプラント向けの消火剤を軸とした大型消防車。

### Special vehicles[12]（特殊車両）

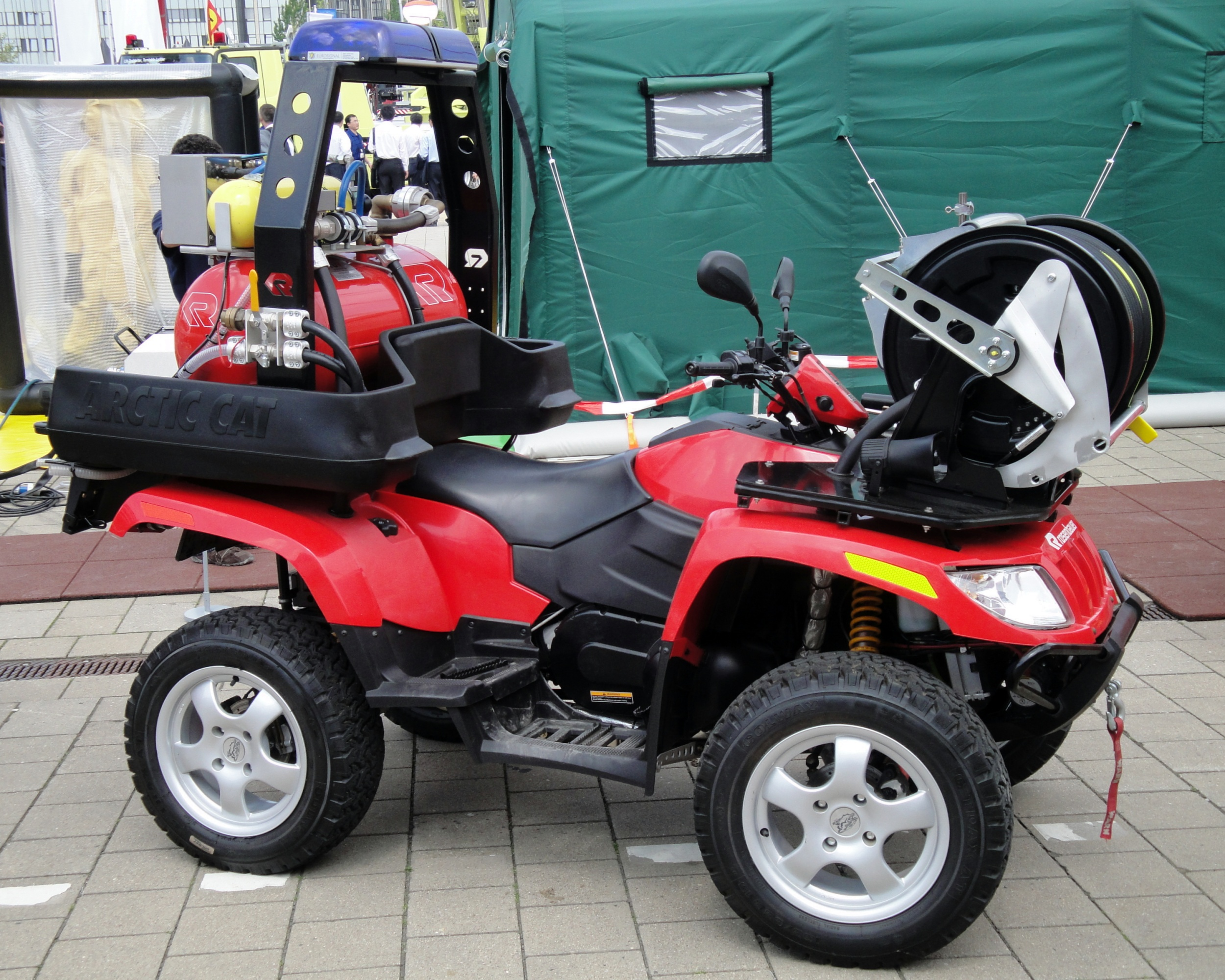
ATV用消防車

- Forest firefighting vehicles

森林火災、山火事用途向けの車高が高くシングルタイヤと全輪駆動方式により不整地の走破性能が高く、一般の消防車では用途別に車両が異なるが、消火に必要な機材やタンクを一つにまとめた消防車。
- Rescue vehicles

救助工作（レスキュー）車両。車両後部に収納式大型クレーンアームを備える。
- Swap body vehicles Roll-off containers

ロールオフ車両。車体にアームロールが備わっており、必要に応じ輸送コンテナ化した特殊ユニットを積載し卸すことが可能となる車両。一台で多目的に使用することができる。
- HAZMAT

化学防護車。完全防護が施されており、除染作業を行う。
- Command vehicles

移動指揮車。乗用車から中型バンまで設定されている。
- Special vehicles

大型のウインチが搭載されたレッカー車、軌陸車、トンネル消火作業での酸欠を防ぐための大型ファントレーラー、ATVをベースにした消防車、酸欠現場などで消防隊員に呼吸用酸素（大気）を送る車両、坑道救助車両、ポール商用車が独自に開発した露天掘りや採石場で使用されるホウルトラックであるポール・ヘビームーバーをベースにした特大消火タンクが設けられた「バッファロー・エクストリーム」などを製造している。

### Special vehicles（特殊車両）

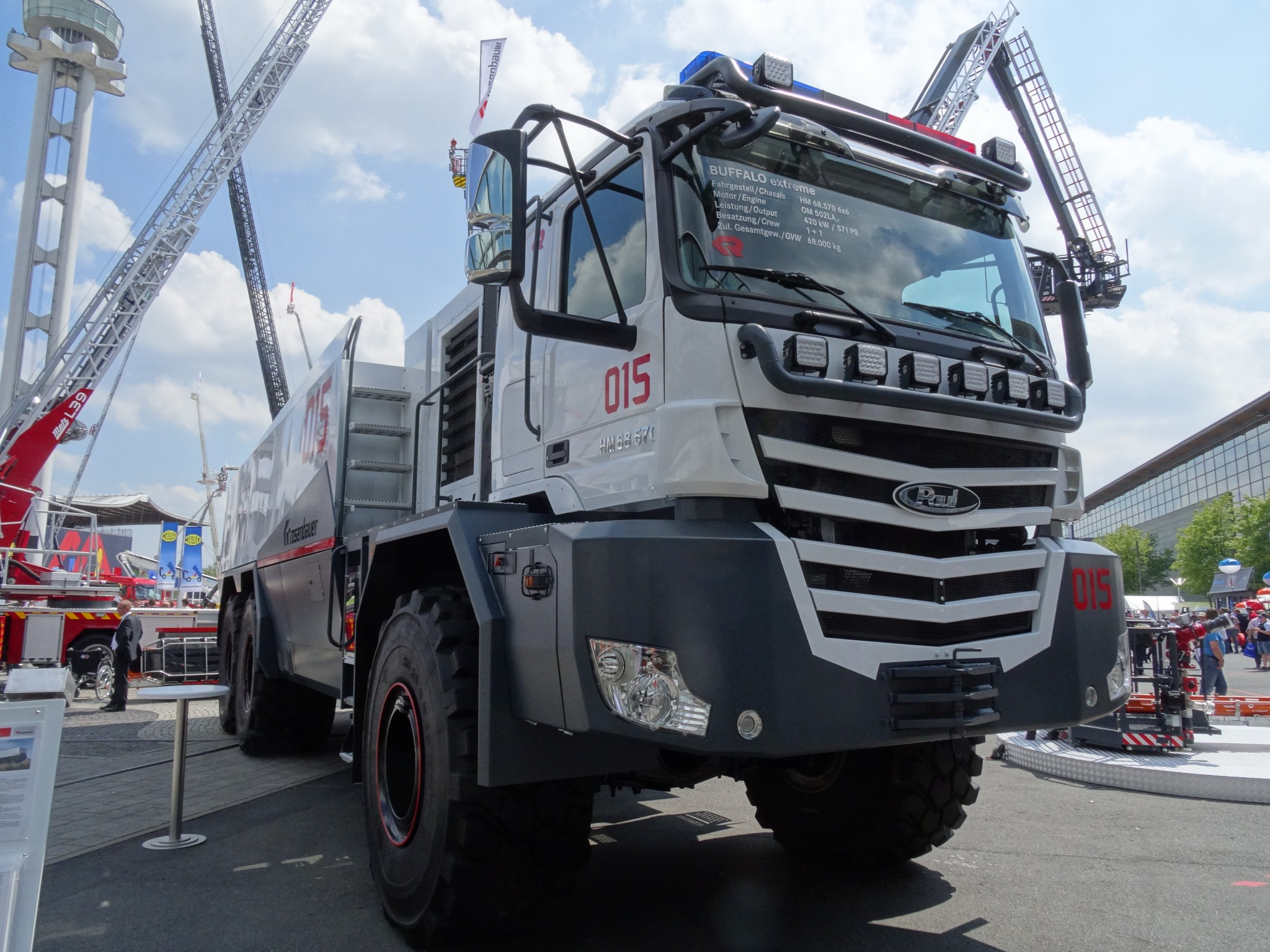
バッファロー・エクストリームのベースとなるポール・ヘビームーバー

### 消防用品・設備
車体に搭載される各種コンポーネントの開発を行い、コンポーネントのみの販売や、消火用ポンプ、発電機、消防ヘルメットや防火服、ブーツなど消防や防災関連を幅広く取り扱っており、このほかに各種デジタルサービスなどの提供も行っている。